# Chaerephon solomonis
Chaerephon solomonis es una especie de murciélago de la familia Molossidae.

## Distribución geográfica
Se encuentra en la Islas Salomón.